# 道の駅彩菜茶屋
道の駅彩菜茶屋（みちのえき さいさいぢゃや）は、岡山県美作市明見にある岡山県道51号美作奈義線の道の駅である。

## 施設
- 駐車場
  - 普通車：32台
  - 大型車：4台
  - 身障者用：1台
- トイレ
  - 男：大 3器、小 5器
  - 女：6器
  - 身障者用：1器
- 公衆電話：2台
- レストラン「彩菜茶屋」（11:00 - 15:00）
- 喫茶店（11:00 - 15:00）
- 売店（晴れの国岡山農業協同組合（JA晴れの国岡山）特産館みまさか）
- Aコープみまさか（晴れの国岡山農業協同組合（JA晴れの国岡山）、10:00 - 20:00）
  - ATM（晴れの国岡山農業協同組合（JA晴れの国岡山））
- ガソリンスタンド（JA-SS（晴れの国岡山農業協同組合（JA晴れの国岡山）））
- 自動販売機
- 情報コーナー
- 休憩所（8:00 - 18:00）
- ベビーベッド
- 郵便ポスト（美作郵便局）

## 休館日
- 毎週火曜日（Aコープ、ガソリンスタンドは除く）

## アクセス
- 岡山県道51号美作奈義線 - 登録路線
- 国道179号
- 西日本旅客鉄道（JR西日本）姫新線 林野駅

## 周辺
- 中国自動車道 美作IC
- 湯郷温泉

## 彩菜みまさか箕面彩都店
道の駅ではないが、同じ経営の2号店として、大阪府箕面市の国際文化公園都市（彩都）内に「彩菜みまさか箕面彩都店」がある。道の駅彩菜茶屋と異なり、農産物の直売所がメインの店舗で、美作市のアンテナショップとしての役割もある。交流室と調理実習室を備えており、美作市と大阪府の人たちの交流の場としての役割も期待されている。
農産物直売所「彩菜みまさか箕面彩都店」については2029年4月に敷地の借地契約が満了となることから、美作市では移転を検討している。